# Changji
Changji (chiń. 昌吉; pinyin Chāngjí; ujg. سانجى, Sanji) – miasto w północno-zachodnich Chinach, w Sinciangu. W 2010 roku liczba mieszkańców miasta wynosiła 247 455.
Siedziba prefektury autonomicznej Changji.